# Rendületlenül (album)
A Rendületlenül a Kárpátia Zenekar 2012-ben megjelent nemzeti rock albuma.

## Számlista
1. A haza minden előtt
2. Magyar ének
3. Testvérdal
4. Hajdúk
5. Egy rózsaszál szebben beszél
6. Honvéd induló
7. Rend a lelke mindennek
8. Gyermekáldás
9. Kuruc – Labanc
10. Márciusi Pest
11. Zeng az erdő, zúg a táj
12. A kivéreztetett

## Közreműködők
- Bäck Zoltán – ritmusgitár
- Petrás János – vokál, basszusgitár
- Szijártó Zsolt – szólógitár, vokál
- Galántai Gábor – billentyűs hangszerek
- Bankó Attila – dobok
- Dörner György – vers
- Bene Beáta – furulya
- Szécsi Attila - hegedű
- Egedy Piroska – cselló
- Régert Ádám – tangóharmonika
- Túrkevei Chorda Kórus – ének
- Létai Máté – vokál
- Pataki Gábor – vokál
- Lovász Evelin – ének

## Érdekességek
A haza minden előtt c. szám elején elhangzó idézet Jókai Mór A lőcsei fehér asszony című regényéből való. Az album utolsó dala, A kivéreztetett Magyarosi Árpádnak állít emléket, akit megkínoztak, majd kivégeztek Bolíviában.

## Külső hivatkozások
- Kárpátia hivatalos oldal